# Hemiphanes performidatum
Hemiphanes performidatum là một loài tò vò trong họ Ichneumonidae.